# Tallmadge
Tallmadge és una població dels Estats Units a l'estat d'Ohio. Segons el cens del 2000 tenia 16.390 habitants.

## Demografia
Segons el cens del 2000, Tallmadge tenia 16.390 habitants, 6.273 habitatges, i 4.711 famílies. La densitat de població era de 453,3 habitants per km².
Dels 6.273 habitatges en un 32% hi vivien nens de menys de 18 anys, en un 63% hi vivien parelles casades, en un 8,9% dones solteres, i en un 24,9% no eren unitats familiars. En el 21,3% dels habitatges hi vivien persones soles el 10,4% de les quals corresponia a persones de 65 anys o més que vivien soles. El nombre mitjà de persones vivint en cada habitatge era de 2,56 i el nombre mitjà de persones que vivien en cada família era de 2,99.
Per edats la població es repartia de la següent manera: un 24% tenia menys de 18 anys, un 6,6% entre 18 i 24, un 26% entre 25 i 44, un 25,4% de 45 a 60 i un 18% 65 anys o més.
L'edat mediana era de 41 anys. Per cada 100 dones de 18 o més anys hi havia 88,2 homes.
La renda mediana per habitatge era de 49.381 $ i la renda mediana per família de 56.780 $. Els homes tenien una renda mediana de 44.606 $ mentre que les dones 28.056 $. La renda per capita de la població era de 27.329 $. Aproximadament el 4% de les famílies i el 4,7% de la població estaven per davall del llindar de pobresa.

## Poblacions més properes
El següent diagrama mostra les poblacions més properes.